# Leptosiaphos hackarsi
Leptosiaphos hackarsi — вид сцинкоподібних ящірок родини сцинкових (Scincidae). Мешкає в регіоні Африканських Великих озер.

## Поширення і екологія
Leptosiaphos hackarsi мешкають в Національному парку Вірунга на північному сході Демократичної Республіки Конго, в лісі Бвінді на південному заході Уганді і на схилах гори Карісімбі на півночі Руанди. Вони живуть у вологих саванах Альбертінського рифту, серед опалого листя. Ведуть денний, риючий спосіб життя. Живляться комахами та іншими безхребетними. Самиці відкладають 2 яйця.

## Збереження
МСОП класифікує цей вид як такий, що перебуває під загрозою зникнення. Leptosiaphos hackarsi є рідкісним видом плазунів, якому загрожує знищення природного середовища.